# Keith Park
Keith Rodney Park (ur. 15 czerwca 1892 w Thames, zm. 6 lutego 1975 w Auckland) – nowozelandzki as myśliwski z czasów I wojny światowej i późniejszy wysoki dowódca Royal Air Force w czasie II wojny światowej, taktyczny dowódca w czasie bitwy o Anglię i bitwy o Maltę.

## I wojna światowa
Park wstąpił do obrony terytorialnej do oddziału artylerii. Uczestniczył ze swoim oddziałem w bitwie o Gallipoli. Podjął później nietypową decyzję o przeniesieniu się do Armii Brytyjskiej. Po ewakuacji z Gallipoli znalazł się we Francji i brał udział w bitwie nad Sommą. 21 października 1916 został ranny, kiedy pocisk trafił jego konia. Po ewakuacji do Anglii i leczeniu przeniósł się w grudniu do Royal Flying Corps.
Po czasie, który spędził jako instruktor (najpierw uczył się dowodzenia, potem pilotażu), trafił 7 lipca 1917 do 48 Squadronu stacjonującego w La Bellevue niedaleko Arras, gdzie latał na samolocie Bristol F.2 Fighter. 17 sierpnia zestrzelił 4 samoloty wroga, za co został odznaczony Military Cross. 5 września zestrzelił Franza Perneta z Jasta Boelcke, spokrewnionego z generałem Erichem Ludendorffem. Sam był zestrzelony dwukrotnie.

## Okres międzywojenny
W okresie międzywojennym dowodził placówkami RAFu i był instruktorem. W 1938 roku został oficerem sztabu przy sir Hugh Dowdingu.

## II wojna światowa
Kiedy rozpoczęła się II wojna światowa, został dowódcą 11. Grupy RAF i był odpowiedzialny za obronę Londynu i południowej Anglii w kwietniu 1940 roku. Organizował patrole myśliwskie nad Dunkierką w czasie ewakuacji aliantów.
W kwietniu 1942 roku wyjechał do Egiptu, gdzie organizował obronę Delty Nilu. W lipcu kierował obroną Malty. Stamtąd jego myśliwce uczestniczyły w kampaniach w Północnej Afryce i Sycylii. W lutym 1945 roku został dowódcą sił alianckich w Azji Południowo-Wschodniej.

## Okres powojenny
Keith Park został promowany do stopnia Air Chief Marshal, przeniesiony do rezerwy, a 20 grudnia 1946 powrócił do Nowej Zelandii.

## Odznaczenia
- Order Łaźni I Klasy
- Order Imperium Brytyjskiego II Klasy
- Military Cross – dwukrotnie
- Distinguished Flying Cross
- francuski Croix de Guerre (1914-1918)
- amerykańska Legia Zasługi